# Crispijn van de Passe III
Crispijn (van) de Passe (8 aprile 1628 – 1678) è stato un editore, incisore e stampatore olandese del secolo d'oro, appartenente ad una famiglia di famosi incisori.

## Biografia
Figlio di Willem e nipote di Crispijn, l'anno di nascita è incerto perché già nel 1624 risulta il battesimo di un altro figlio di nome Crispijn, probabilmente morto in tenera età. Attivo a partire dal 1643, si dedicò, come il  padre e il nonno, all'incisione di ritratti di personaggi importanti dell'epoca.